# Demon (W kawiarni)
Demon (znany także pod tytułem W kawiarni) – obraz Wojciecha Weissa wykonany w technice olejnej w 1904 roku. Obraz znajduje się w zbiorach Muzeum Narodowego w Krakowie i jest prezentowany w Galerii Sztuki Polskiej XX i XXI wieku.  

## Historia
Według badaczy obraz Demon nawiązuje do paryskiego okresu twórczości Wojciecha Weissa, zaś sama scena obrazu jest umiejscawiana w paryskiej kawiarni. W 1962 roku obraz został zakupiony przez Muzeum Narodowe w Krakowie od żony artysty, Ireny Weissowej.  

## Opis
Obraz przedstawia parę siedzącą w pustej kawiarni. Na pierwszym planie po lewej stronie znajduje się kobieta pochylona nad stolikiem, zasłaniająca twarz chusteczką. Ma na sobie jednolity, czarny strój. Po drugiej stronie towarzyszy jej mężczyzna wyciągnięty na krześle, ubrany w czarny surdut i kapelusz z krótkim rondem. Mężczyzna przygląda się kobiecie z ukosa, uśmiechając się nieznacznie. W prawej ręce, pomiędzy palcami, trzyma zapalonego papierosa, a lewą ujmuje oparcie krzesła. Na okrągłym stoliku znajduje się pełny kieliszek czerwonego płynu, który badacze identyfikują z popularnie spożywanym przez bohemę absyntem. Tło wypełniają rzędy pustych krzeseł i stolików.  

## Analiza
Demon tematycznie i kompozycyjnie koresponduje z wcześniejszym obrazem artysty z 1899 roku – Cafe d’Arcourt. Kawiarnia paryska. Na obu obrazach na pierwszym planie przedstawiono siedzącą parę. To, co jednak je wyróżnia, to sposób w jaki skomponowano tło. W Cafe d’Arcourt bohaterów usadowiono na tle bawiącej się paryskiej bohemy, natomiast w Demonie w opustoszałej kawiarni. Gama kolorystyczna obrazu ogranicza się do czerni, zgaszonych żółci, brązów, szarości i czerwieni.  

## Interpretacja
Demon Wojciecha Weissa jest inspirowany życiową filozofią i twórczością polskiego dekadenta, Stanisława Przybyszewskiego. W literaturze za główną inspirację dla tego obrazu wskazuje się utwór De profundis. W swojej sztuce Weiss odwoływał się także do twórczości przedstawiciela postimpresjonizmu, Henri de Toulouse’a Lautreca oraz ekspresjonizmu Edvarda Muncha. 
W przeciwieństwie do Cafe d’Arcourt, Demon przybiera formę karykaturalną, nadając scenie ton melodramatyczny i umoralniający. Na obrazie mężczyzna występuje jako demon-uwodziciel, natomiast kobieta jako jego ofiara. Scena Demona zakomponowana jest na zasadzie kontrastu – smutkowi i rozpaczy artysta przeciwstawia obojętność i cynizm. Tytułowy demon zawadiacko uśmiecha się i wpatruje w płaczącą kobietę. Ta, pochylona na krześle opada na stół, zakrywając twarz chusteczką, pozostaje anonimowa. Natomiast wyciągnięty na krześle mężczyzna pali papierosa i kołysze sąsiednie krzesło. Gest palców można również interpretować jako wystukiwanie rytmu nuconej przez demona melodii. Mężczyznę charakteryzują ostre rysy twarzy oraz ruda, spiczasta (kozia) bródka, które interpretuje się jako diabelskie.   
Tytułowy demon jest utożsamiany z „demonem Młodej Polski”, Stanisławem Przybyszewskim, ze względu na podobieństwo rysów twarzy. Sam poeta miał pisać o sobie jako o filozofie, demonie, Bogu i wszystkim, który stoi ponad życiem, ponad światem, jest Panem Panów, nie kiełznany żadnym prawem, nie ograniczany żadną siłą ludzką. 
Demona Wojciecha Weissa interpretuje się jako komentarz i krytykę artysty wymierzoną w stronę krakowskiego środowiska artystycznego, któremu przewodził Stanisław Przybyszewski. To środowisko postulowało styl życia wolny od konwenansów i norm oraz sztukę pozbawioną utylitaryzmu, moralizmu i patriotyzmu. O zachwycie i uwielbieniu krakowskiej cyganerii do przywódcy mówi szkic Weissa Opętanie, w którym rozszalały tłum wynosi Przybyszewskiego na ramionach.   

## Wystawy
Demon pojawiał się na polskich i zagranicznych wystawach poświęconych twórczości Wojciecha Weissa oraz sztuce młodopolskich artystów. Oto wybrane z nich: 
- Symbol i forma. Przemiany w malarstwie polskim 1880-1939, 27.05 – 10.09.2009, Państwowe Muzeum Sztuk Pięknych im. Puszkina, Instytut Adama Mickiewicza w Warszawie,
- Zawsze Młoda! Polska sztuka około 1900, 29.10.2015 – 31.01.2016, National Art Museum of Lithuania, Muzeum Narodowe w Krakowie,
- Silent Rebels. Symbolism in Poland around 1900, 25.03. –  07.08.2022, Kunsthalle der Hypo-Kulturstiftung in Munich,
- XX + XXI. Galeria Sztuki Polskiej, 14.10.2021 – 31.12.2030, Muzeum Narodowe w Krakowie[1].